# 切爾恩河 (德涅斯特河支流)

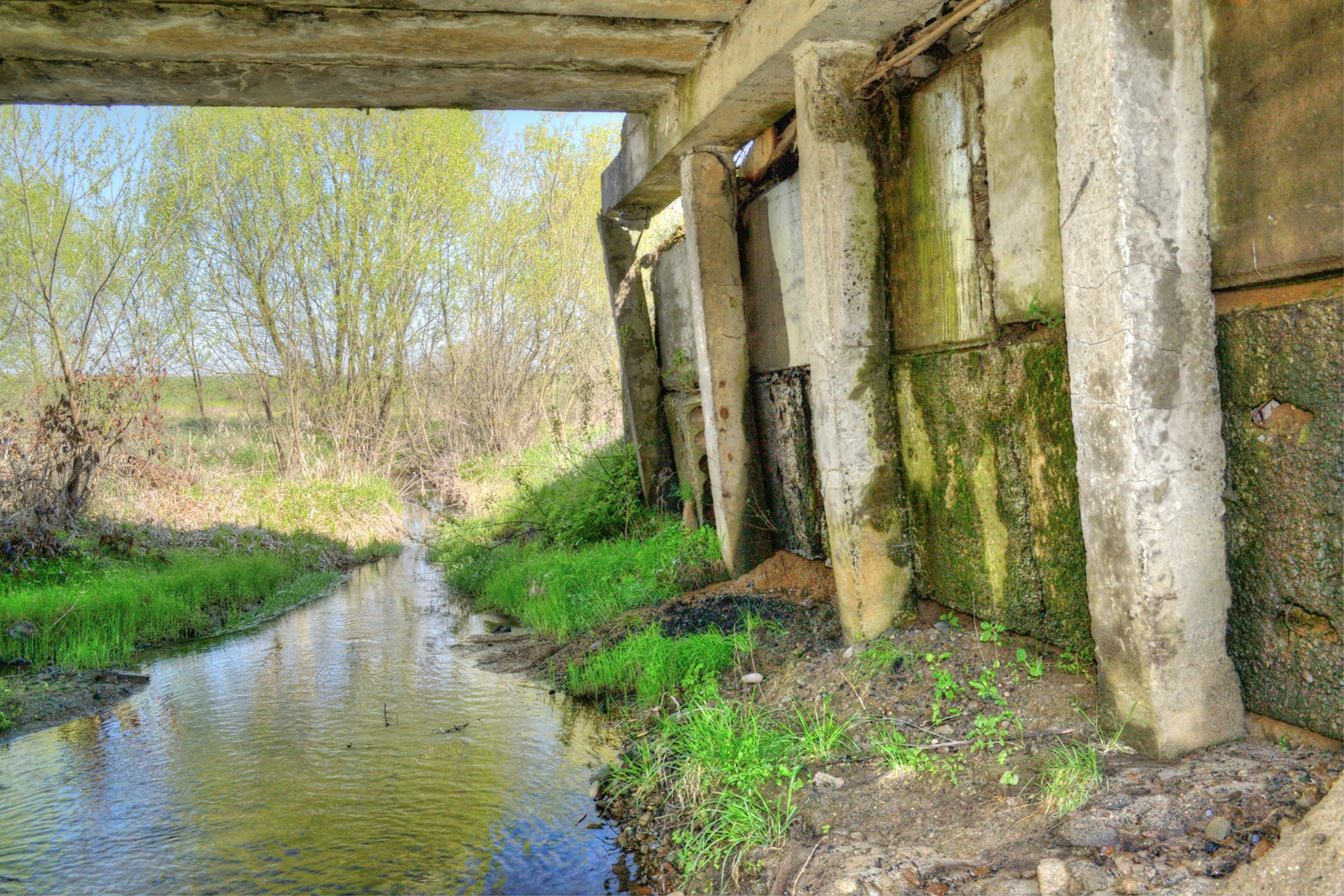

切爾恩河（烏克蘭語：Черн），是烏克蘭的河流，位於該國西部利沃夫州，屬於德涅斯特河的支流，發源自布亞尼夫以南，河道全長8公里，流域面積14平方公里。